# Just Dance (álbum de Inna)
Just Dance é o nono álbum de estúdio da cantora e compositora romena Inna. Foi lançado em duas partes, Just Dance #DQH1 e Just Dance #DQH2,
que foram disponibilizadas para download digital e streaming pela Global Records em 10 de fevereiro e 14 de abril de 2023, respectivamente.
Inna fez um vlog durante todo o progresso de criação do álbum, através de seu canal no YouTube. Os vídeos diários faziam parte da terceira temporada de sua série
Dance Queen's House. A cantora colaborou com diversos produtores no álbum, incluindo Alexandru Cotoi, Sebastian Barac, Marcel Botezan, Adelina Stinga, Viky Red, e
Alexandru Turcu. Just Dance foi descrito como EDM e seus subgêneros, com influências que variam do latim, hip hop e house ao hiperpop.

## Antecedentes e lançamento
Em 27 de novembro de 2020, Inna lançou seu sétimo álbum de estúdio, Heartbreaker. As sessões do álbum ocorreram durante um período de três semanas em uma mansão alugada em Bucareste, onde Inna residiu com os compositores e produtores romenos Sebastian Barac, Marcel Botezan, David Ciente, Alexandru Cotoi e Minelli.
Ela documentou o progresso do álbum com vlogs diários em seu canal no YouTube - que constituiu a primeira temporada de sua série Dance Queen's House. Em 7 de janeiro de 2022 e 11 de março de 2022, Inna seguiu com o lançamento de seu oitavo álbum de estúdio, Champagne Problems. Este álbum foi gravado em 16 dias como parte da segunda temporada de sua série Dance Queen's House.
A cantora anunciou a terceira temporada de Dance Queen's House no YouTube em 3 de dezembro de 2022, por meio de um trailer. As sessões de gravação do álbum ocorreram durante 16 dias, o mesmo que em seu oitavo álbum de estúdio. Em entrevista à PopDust Magazine, a cantora afirma que o processo de gravação do álbum foi “intenso e divertido, com muita inspiração e vibrações frescas de Alex Cotoi, IRAIDA e Marco & Seba, a equipe criativa por trás do álbum”. A primeira parte do álbum foi lançada em 10 de fevereiro de 2023 por meio de download digital, com visuais criados por Florin Burlacu e Andrei Via. Já a segunda parte, foi lançada em 14 de abril de 2023.

## Faixas
| Just Dance #DQH1 |                       |                                                                                           |                       |         |  |
| N.º              | Título                | Compositor(es)                                                                            | Produtor(es)          | Duração |  |
| 1.               | "We Should Get Lost"  | Alexandru Cotoi Elena Alexandra Apostoleanu Marcel Botezan Sebastian Barac Adelina Stinga | Marco & Seba SICKOTOY | 2:08    |  |
| 2.               | "Nothing I Won't Do"  | Cotoi Apostoleanu Botezan Barac Stinga                                                    | Marco & Seba SICKOTOY | 1:53    |  |
| 3.               | "Something 'bout You" | Cotoi Apostoleanu Botezan Barac Stinga                                                    | Marco & Seba SICKOTOY | 2:21    |  |
| 4.               | "I'll Be There"       | Cotoi Apostoleanu Botezan Barac Stinga                                                    | Marco & Seba SICKOTOY | 2:48    |  |
| 5.               | "Just Dance"          | Cotoi Apostoleanu Botezan Barac Stinga                                                    | Marco & Seba SICKOTOY | 2:54    |  |
| 6.               | "Start A Fire"        | Cotoi Apostoleanu Botezan Barac Stinga                                                    | Marco & Seba SICKOTOY | 3:03    |  |
| Duração total:   | Duração total:        | Duração total:                                                                            | Duração total:        | 15:11   |  |

| Just Dance #DQH2 |                     |                                        |                       |         |  |
| N.º              | Título              | Compositor(es)                         | Produtor(es)          | Duração |  |
| 1.               | "Que Dolor"         | Cotoi Apostoleanu Botezan Barac Stinga | Marco & Seba SICKOTOY | 2:24    |  |
| 2.               | "Can't Give You Up" | Cotoi Apostoleanu Botezan Barac Stinga | Marco & Seba SICKOTOY | 2:33    |  |
| 3.               | "In My Mind"        | Cotoi Apostoleanu Botezan Barac Stinga | Marco & Seba SICKOTOY | 2:27    |  |
| 4.               | "Follow Me"         | Cotoi Apostoleanu Botezan Barac Stinga | Marco & Seba SICKOTOY | 2:26    |  |
| 5.               | "Queen of the Club" | Cotoi Apostoleanu Botezan Barac Stinga | Marco & Seba SICKOTOY | 3:03    |  |
| Duração total:   | Duração total:      | Duração total:                         | Duração total:        | 12:55   |  |

## Histórico de lançamento
| Região | Data                    | Formato          | Gravadora      |
| ------ | ----------------------- | ---------------- | -------------- |
| Várias | 10 de fevereiro de 2023 | Download digital | Global Records |
| Várias | 14 de abril de 2023     | Download digital | Global Records |